# John Hewson (régicide)
Pour les articles homonymes, voir John Hewson et Hewson.
John Hewson (1630?-1662), est un colonel d'un régiment de la New Model Army durant la Première Révolution anglaise, régicide de Charles Ier. 

## Biographie
Le 24 novembre 1645, à la suite de la mort de son commandant dont il était le second, il prend les commandes du régiment qui, selon la tradition de l'époque, s'appelle dorénavant le « Régiment à pied de John Hewson ». En 1648, il joue un rôle clé dans la Purge de Pride. En janvier 1649, il signe l'arrêt de mort de Charles Ier, faisant ainsi de lui un régicide. 
Toujours en 1649, plusieurs soldats de son régiment refusent de se battre en Irlande tant que le programme politique des Niveleurs n'est pas adopté. Cette mutinerie prend fin lorsque 300 soldats sont renvoyés sans paiement d'arrièrages de paie.
Lors de la Restauration anglaise, il fuit à Amsterdam, où il meurt en 1662.